# Grupa PSB (equip ciclista)
L'equip Grupa PSB (codi UCI: PSB) va ser un equip ciclista professional polonès, que va competir de 2004 a 2005. El 2005 tenia categoria continental.

## Principals resultats
- Memorial Henryk Łasak: Robert Radosz (2004), Marek Maciejewski (2005)
- Neuseen Classics – Rund um die Braunkohle: Marek Maciejewski (2005)
- Gran Premi Velka cena Palma: Oleksandr Klimenko (2005)

### A les grans voltes
- Giro d'Itàlia
  - 0 participacions

- Tour de França
  - 0 participacions

- Volta a Espanya
  - 0 participacions

## Classificacions UCI
Fins al 1998 els equips ciclistes es trobaven classificats dins l'UCI en una única categoria. El 1999 la classificació UCI per equips es dividí entre GSI, GSII i GSIII. D'acord amb aquesta classificació els Grups Esportius I són la primera categoria dels equips ciclistes professionals. La següent classificació estableix la posició de l'equip en finalitzar la temporada.
| Temporada | Classificació per equips | Millor ciclista en la classificació individual |
| --------- | ------------------------ | ---------------------------------------------- |
| 2004      | 17è (GSIII)              | Robert Radosz (308è)                           |

A partir del 2005, l'equip participa en els Circuits continentals de ciclisme. La taula presenta les classificacions de l'equip al circuit, així com el millor ciclista individual.
UCI Europa Tour
| Temporada | Classificació per equips | Millor ciclista en la classificació individual |
| --------- | ------------------------ | ---------------------------------------------- |
| 2005      | 28è                      | Robert Radosz (60è)                            |